# Pierre de Schleswig-Holstein-Sonderbourg-Glücksbourg
Titre
Duc de Schleswig-Holstein-Sonderbourg-Glücksbourg
10 février 1965 – 30 septembre 1980
(15 ans, 7 mois et 20 jours)
Pierre de Schleswig-Holstein-Sonderbourg-Glücksbourg (en allemand : Peter zu Schleswig-Holstein-Sonderburg-Glücksburg) né le 30 avril 1922 au château de Louisenlund, à Güby (Schleswig-Holstein) et mort le 30 septembre 1980 au domaine de Bienebek an der Schlei (Allemagne de l'ouest), est duc de Schleswig-Holstein-Sonderbourg-Glücksbourg, puis duc de Schleswig-Holstein de 1965 à 1980.

## Biographie

### Famille
Friedrich Ernst Peter de Schleswig-Holstein-Sonderbourg-Glücksbourg est le troisième fils et le seul survivant de Frédéric de Schleswig-Holstein-Sonderbourg-Glücksbourg (1891-1965) et de Marie Melita de Hohenlohe-Langenbourg (1899-1967).
Il a deux frères aînés : Hans Albrecht (1917 - tué au combat près de Jedlińsk, en Pologne, en 1944) et Guillaume (1919-1926), ainsi qu'une sœur cadette Marie Alexandra (1927-2000). 
Lorsque son frère aîné Hans Albrecht meurt le 10 août 1944, Pierre de Schleswig-Holstein devient prince héréditaire de Schleswig-Holstein-Sonderbourg-Glücksbourg. 
Par sa mère, Pierre de Schleswig-Holstein est un arrière-arrière-petit-fils de la reine Victoria de Grande-Bretagne, ainsi que du tsar Alexandre II de Russie.

### Mariage et descendance
Le 9 octobre 1947, Pierre de Schleswig-Holstein-Sonderbourg-Glücksbourg épouse à Glücksbourg, Marie Alix de Schaumbourg-Lippe, fille de Stephan de Schaumbourg-Lippe et d'Ingeborg d'Oldenbourg, née le 2 avril 1923 à Bückeburg et morte le 1er novembre 2021 sur le domaine de Bienebek an der Schlei.
Quatre enfants naissent de cette union, :
- Marita de Schleswig-Holstein-Sonderbourg-Glücksbourg (née au château de Louisenlund le 5 septembre 1948) ; en 1975, elle épouse le baron Wilfried von Plotho, banquier (1942), dont deux enfants : 
  - Christoph von Plotho (1976), qui épouse en 2010 Anahita Varzi (1980), dont un fils :
    - Antonius von Plotho (2013)

  - Irina von Plotho (1978), qui épouse en 2016 Julius von Bethmann-Hollweg (1977), dont un fils :
    - Nikolai von Bethmann-Hollweg (2017)
- Christophe de Schleswig-Holstein-Sonderbourg-Glücksbourg, ingénieur agronome (né au château de Louisenlund le 22 août 1949, où il meurt le 27 septembre 2023) ; duc de Schleswig-Holstein-Sonderbourg-Glücksbourg, duc de Schleswig-Holstein, il épouse en 1981 Élisabeth de Lippe-Weissenfeld (1957), dont quatre enfants :
  - Sophie de Schleswig-Holstein-Sonderbourg-Glücksbourg (1983), épouse en 2015 Anders Wahlquist (1968), dont deux enfants :
    - Cecil Wahlquist (né en 2016)
    - Sirai Wahlquist (née en 2018)

  - Friedrich Ferdinand de Schleswig-Holstein-Sonderbourg-Glücksbourg (1985), épouse en 2017 Anjuta Buchholz (1987), dont deux fils[8] :
    - Alfred de Schleswig-Holstein-Sonderbourg-Glücksbourg (né en 2019)
    - Albert de Schleswig-Holstein-Sonderbourg-Glücksbourg ;

  - Constantin de Schleswig-Holstein-Sonderbourg-Glücksbourg (1986)
  - Léopold de Schleswig-Holstein-Sonderbourg-Glücksbourg (1991)
- Alexandre de Schleswig-Holstein-Sonderbourg-Glücksbourg (né au domaine de Bienebek le 9 juillet 1953), en 1994, il épouse Barbara Fertsch (1961-2009), consultante en entreprise, dont deux enfants :
  - Elena de Schleswig-Holstein-Sonderbourg-Glücksbourg (1995)
  - Julian Nicolaus de Schleswig-Holstein-Sonderbourg-Glücksbourg (1997)
- Ingeborg de Schleswig-Holstein-Sonderbourg-Glücksbourg (née au domaine de Bienebek le 9 juillet 1956), artiste créatrice, en 1991, elle épouse Nicolas Broschek, entrepreneur (1942), dont un fils : 

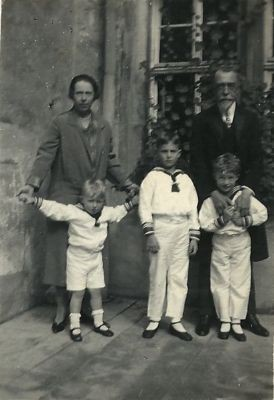
Pierre de Schleswig-Holstein, ses grands-parents Ernest II de Hohenlohe-Langenbourg et Alexandra de Saxe-Cobourg-Gotha et ses deux frères aînés Hans et Guillaume vers 1925.

  - Alexis Broschek (1995).

### Mort et funérailles
Le 30 septembre 1980, Pierre de Schleswig-Holstein meurt, à l'âge de 58 ans, d'un infarctus du myocarde en son domaine de Bienebek an der Schlei, dans la commune de Thumby, dans le Land de Schleswig-Holstein,. Ses obsèques ont lieu le 7 octobre suivant dans la cathédrale de Schleswig, avant d'être inhumé le même jour dans la crypte familiale du château de Louisenlund.

## Titulature

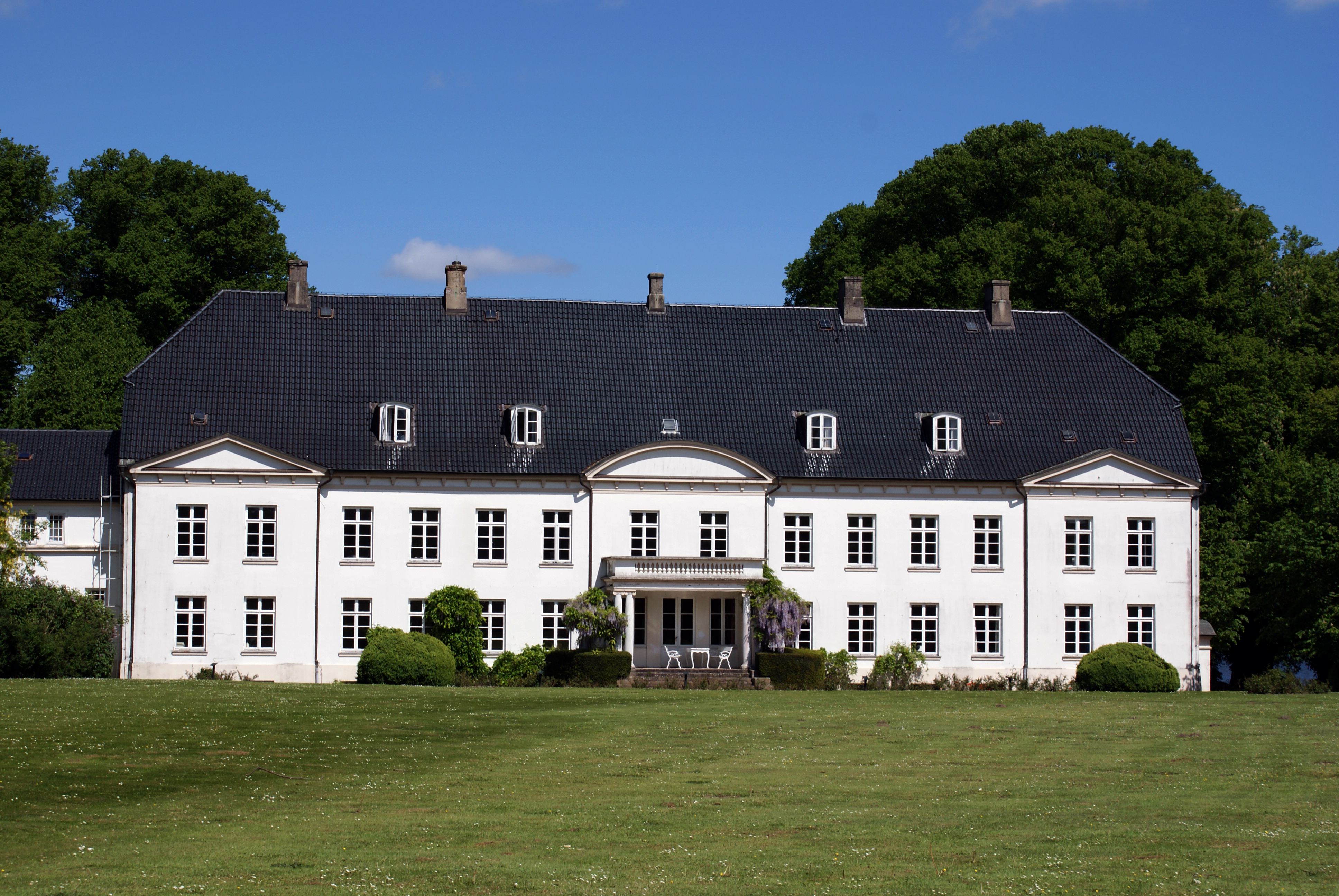
Le château de Louisenlund où est né Pierre de Schleswig-Holstein.

- 30 avril 1922 — 10 août 1944 : Son Altesse Royale le prince Pierre de Schleswig-Holstein-Sonderbourg-Glücksbourg
- 10 août 1944 — 10 février 1965 : Son Altesse le prince héréditaire de Schleswig-Holstein
- 10 février 1965 — 30 septembre 1980 : Son Altesse le duc de Schleswig-Holstein

## Généalogie
Pierre de Schleswig-Holstein-Sonderbourg-Glücksbourg appartient à la quatrième branche (lignée Schleswig-Holstein-Sonderbourg-Beck) issue de la première branche de la Maison de Schleswig-Holstein-Sonderbourg, elle-même issue de la première branche de la Maison d'Oldenbourg.